# Alfabeto fonético americanista
El alfabeto fonético americanista (AFA) o notación fonética americanista es un alfabeto fonético o conjunto de convenciones desarrollado originalmente por americanistas, antropólgos y lingüistas europeos y norteamericanos para proporcionar una transcripción fiel de las lenguas indígenas de América que, por lo general carecían de una ortografía establecida (aunque como alfabeto fonético es suficientemente general como para transcribir cualquier lengua).
Aún en los trabajos y artículos modernos publicados por americanistas se sigue usando ampliamente el alfabeto americanista, a veces incluso con mayor profusión que el Alfabeto Fonético Internacional (AFI). Algunos símbolos empleados por los americanistas se emplean como símbolos "obsoletos" o "no estándar" del AFI.

## Historia
John Wesley Powell usó en sus publicaciones (especialmente en Powell 1880) sobre las familias de lenguas americanas un conjunto primigenio de signos y letras que fue el origen del AFA, aunque la elección de los signos a su vez tienen su origen en el trabajo de otros fonetistas e investigadores (por ejemplo, Pickering 1820; Cass 1821a, 1821b; Hale 1846; Lepsius 1855 y 1863; Gibbs 1861; y Powell 1877). 
El influyente antropólogo de origen alemán Franz Boas usó un conjunto ligeramente diferente de signos (Boas 1911). El alfabeto usado por Boas fue notablemente ampliado en las publicaciones de la American Anthropological Society (1916). Esta primera versión del alfabeto fue modificada y discutida en varios artículos de Bloomfield y Bolling (1927) y de Herzog et al. (1934). El conjunto de signos y convenciones, llamada notación americanista, puede verse en publicaciones como el American Anthropologist, el International Journal of American Linguistics y en Language. Algunas fuentes útiles que explican los signos con comparaciones con otros alfabetos usados en diferentes épocas son Campbell (1997:xii-xiii), Goddard (1996:10-16), Langacker (1972:xiii-vi), Mithun (1999:xiii-xv) y Odden (2005).
Resulta útil comparar la notación de la tradición americanista (AFA) con otra tradición muy difundida como es el Alfabeto Fonético Internacional (AFI). A diferencia del AFI, la notación americanista usa letras de diferentes alfabetos conjuntamente, así junto con letras del alfabeto latino se usan letras del alfabeto griego (para valores fonéticos específicos). Otra diferencia importante es que la notación americanista se apoya fuertemetne en los diacríticos, mientras que el AFI los reserva para usos más restringidos (compensado el uso restringido de diacríticos mediante nuevas letras creadas como modificaciones parciales de letras del alfabeto latino o griego). La razón de estas diferencias es el resultado espíritus diferentes. Los lingüistas americanistas están interesados en una notación fonética que pudiera construirse fácilmente a partir de la tipografía existente. Esto fue visto como mucho más práctico y más eficiente desde el punto de vista del coste, ya que muchos de los caracteres ya existían en griego o en lenguas eslavas (sin duda las limitaciones tecnológicas el tiempo en que fue desarrollada la notación americanista fueron importantes).
Abercrombie (1991:44-45) reseña los siguientes hechos respecto a la tradición fonética americanista:
In America phonetic notation has had a curious history. Bloomfield used IPA notation in his early book An Introduction to the Study of Language, 1914, and in the English edition of his more famous Language, 1935. But since then, a strange hostility has been shown by many American linguists to IPA notation, especially to certain of its symbols.
An interesting and significant story was once told by Carl Voegelin during a symposium held in New York in 1952 on the present state of anthropology. He told how, at the beginning of the 1930s, he was being taught phonetics by, as he put it, a "pleasant Dane", who made him use the IPA symbol for sh in ship, among others. Some while later he used those symbols in some work on an American Indian language he had done for Sapir. When Sapir saw the work he "simply blew up", Voegelin said, and demanded that in future Voegelin should use ‘s wedge’ (as š was called), instead of the IPA symbol.
I have no doubt that the "pleasant Dane" was H. J. Uldall, one of Jones's most brilliant students, who was later to become one of the founders of glossematics, with Louis Hjelmslev. Uldall did a great deal of research into Californian languages, especially into Maidu or Nisenan. Most of the texts he collected were not published during his lifetime. It is ironic that when they were published, posthumously, by the University of California Press, the texts were "reorthographised", as the editor's introduction put it: the IPA symbols Uldall had used were removed and replaced by others.
What is strange is that the IPA symbols seem so obviously preferable to the Americanist alternatives, the ‘long s’ to the ‘s wedge’, for example. As Jones often pointed out, in connected texts, for the sake of legibility diacritics should be avoided as far as possible. Many Americanist texts give the impression of being overloaded with diacritics.
One may wonder why there should be such a hostility in America to IPA notation. I venture to suggest a reason for this apparently irrational attitude. The hostility derives ultimately from the existence, in most American universities, of Speech Departments, which we do not have in Britain. Speech Departments tend to be well-endowed, large, and powerful. In linguistic and phonetic matters they have a reputation for being predominantly prescriptive, and tend to be considered by some therefore to be not very scholarly. In their publications and periodicals the notation they use, when writing of pronunciation, is that of the IPA. My belief is that the last thing a member of an American Linguistics Department wants is to be mistaken for a member of a Speech Department; but if he were to use IPA notation in his writings he would certainly lay himself open to the suspicion that he was.

## Alfabeto

### Consonantes
A continuación se detalla un cuadro de símbolos fonéticos usados por los lingüistas de la tradición americanista para transcribir sonidos consonánticos.
|                 |                |             |                    | Bilabial | Labiodental | Dental | Alveolar | Retrofleja | consonante postalveolar (Alveo-palatal) | Palatal (pre-velar) | Velar | Uvular (post-velar) | Faringal (faucal) | Glotal |
| Oclusiva (oral) | simple         | simple      | sorda              | p        |             | t̪      | t        | ṭ          | t̯                                       | k̯                   | k     | q                   |                   |        |
| Oclusiva (oral) | simple         | simple      | sonora             | b        |             | d̪      | d        | ḍ          | d̯                                       | g̑                   | g     | ġ                   |                   |        |
| Oclusiva (oral) | glotalizada    | glotalizada | sorda (eyectiva)   | p̓        |             | t̪̕      | t̕        | ṭ̕          | t̯̕                                       |                     | k̓     | q̓                   |                   | ʔ      |
| Oclusiva (oral) | glotalizada    | glotalizada | sonora (implosiva) | b̓        |             |        | d̓        |            |                                         |                     | g̓     | ġ̕                   |                   |        |
| Africada        | central        | sorda       | sorda              | pᵠ       | pf          | tθ     | c        | č̣          | č                                       |                     | kˣ    | qˣ̣                  |                   |        |
| Africada        | central        | sonora      | sonora             |          | bv          | dð     | ʒ        | ǯ̣          | ǯ                                       |                     | gγ    | ġγ̇                  |                   |        |
| Africada        | central        | glotalizada | glotalizada        |          |             | t̕θ     | c̓        |            | č̓                                       |                     |       |                     |                   |        |
| Africada        | lateral        | sorda       | sorda              |          |             |        | ƛ        |            |                                         |                     |       |                     |                   |        |
| Africada        | lateral        | sonora      | sonora             |          |             |        | λ        |            |                                         |                     |       |                     |                   |        |
| Africada        | lateral        | glotalizada | glotalizada        |          |             |        | ƛ̕        |            |                                         |                     |       |                     |                   |        |
| Fricativa       | central        | sorda       | sorda              | φ        | f           | θ      | s        | ṣ          | š                                       | x̯                   | x     | x̣                   | ḥ                 | h      |
| Fricativa       | central        | sorda       | sorda              | φ        | f           | s̪      | s        | ṣ          | š                                       | x̯                   | x     | x̣                   | ḥ                 | h      |
| Fricativa       | central        | sonora      | sonora             | β        | v           | ð      | z        | ẓ          | ž                                       | γ̑                   | γ     | γ̇                   | ʕ                 | ɦ      |
| Fricativa       | central        | sonora      | sonora             | β        | v           | z̪      | z        | ẓ          | ž                                       | γ̑                   | γ     | γ̇                   | ʕ                 | ɦ      |
| Fricativa       | central        | glotalizada | glotalizada        |          |             | s̓      |          |            |                                         |                     |       |                     |                   |        |
| Fricativa       | lateral        | sorda       | sorda              |          |             | ł      |          |            |                                         |                     |       |                     |                   |        |
| Fricativa       | lateral        | glotalizada | glotalizada        |          |             | ł̕      |          |            |                                         |                     |       |                     |                   |        |
| Nasal           | Nasal          | sorda       | sorda              | M        | Ɱ           | N̪      | N        |            | Ñ                                       |                     | Ṇ     |                     |                   |        |
| Nasal           | Nasal          | sonora      | sonora             | m        | ɱ           | n̪      | n        | ṇ          | ñ                                       | ŋ̑                   | ŋ     | ŋ̇                   |                   |        |
| Nasal           | Nasal          | glotalizada | glotalizada        | m̓        |             |        | n̓        |            |                                         |                     | ŋ̓     | ŋ̇̕                   |                   |        |
| Aproximante     | rótica         | simple      | simple             |          |             |        | r        | ṛ          |                                         |                     |       | ʀ                   |                   |        |
| Aproximante     | rótica         | glotalizada | glotalizada        |          |             |        | r̓        |            |                                         |                     |       |                     |                   |        |
| Aproximante     | lateral        | simple      | simple             |          |             | l̪      | l        | ḷ          |                                         | l̯                   | ʟ     |                     |                   |        |
| Aproximante     | lateral        | glotalizada | glotalizada        |          |             |        | l̕        |            |                                         |                     |       |                     |                   |        |
| Aproximante     | Semiconsonante | simple      | simple             | w        |             |        |          |            |                                         | y                   |       |                     |                   |        |
| Aproximante     | Semiconsonante | glotalizada | glotalizada        | w’       |             |        |          |            |                                         | y’                  |       |                     |                   |        |

Notas:
- Las dentales fricativas, [θ] y [ð] son no estridentes mientras que [s̪] y [z̪] son fricativas.

#### Tabla de sonidos róticos
La mayor parte de las lenguas sólo poseen una consonante rótica (sólo alrededor del 18% de las lenguas del mundo poseen más de una rótica). Por esa razón, las consonantes róticas suelen transcribirse simplemente con el carácter < r > ya que no existe confusión si la discusión se refiere a una sola lengua (aunque en cada lengua esa rótica pueda tener articulaciones diferentes). Este uso es común en la práctica americanista  y en la transcripción amplia mediante AFI. Esta falta de detalle, aunque económica y adecuada desde el punto de vista fonológico, requiere una lectura cuidadosa de la descripción fonológica de las lenguas para determinar la naturaleza fonética de la rótica. A continuación se da una lista de róticas de diferente articulación:
| Róticas                | Alveolar |
| ---------------------- | -------- |
| Vibrante simple (tap)  | r        |
| Vibrante simple (flap) | ᴅ        |
| Vibrante múltiple      | r̃        |
| Fricativa (espirante)  | ř        |

#### Signos alternativos
Existe muchos signos alternativos en la notación americanista. A continuación se dan algunas equivalencias de signos comparados con los signos de los cuadros anteriores.
| - j = ʒ - ǰ = ǯ - ƚ = ł - ɸ = φ | - G = ġ - χ = ẋ - ʸ = ̯ ̯ (e.g., kʸ = k̯) |

Además, muchos investigadores usan la "x con hacek" (x̌) para la fricativa uvular sorda. El uso de signos AFI estándar como la "l con cinturón" (/ɬ/) para la fricativa lateral sorda se ha hecho muy común.

### Vocales
Vocales y Semivocales.
|            |           | Anterior   | Anterior | Central    | Central | Posterior | Posterior |
| ---------- | --------- | ---------- | -------- | ---------- | ------- | --------- | --------- |
| no redond. | redond.   | no redond. | redond.  | no redond. | redond. |           |           |
| Cerrada    | Semivocal | y          | ẅ        |            |         | ÿ         | w         |
| Cerrada    | tensa     | i          | ü        | ɨ          | ʉ       | ï         | u         |
| Cerrada    | laxa      | ɪ          | ᴜ̈        | ᵻ          | ʊ̇       | ɪ̈         | ᴜ         |
| Media      | tensa     | e          | ö        | ə          | ə       | ë         | o         |
| Media      | laxa      | ɛ          | ɔ̈        | ɛ̇          | ɔ̇       | ʌ         | ɔ         |
| Abierta    | tensa     | æ          |          | æ̇          |         |           |           |
| Abierta    | laxa      | a          | ɒ̈        | ä          | ᶏ       | ɑ         | ɒ         |

Notas:
- Las vocales sordas se pueden transcribir mediante letras mayúsculas, e.g. [W] = "[w] sorda", [A] = "[a] sorda".

### Diacríticos
La notación fonética americanista hace un uso extensivo de los diacríticos. A diferencia del AFI, que trata de usar la mínima cantidad de diacríticos, la notación americanista usa abundamentemente un conjunto de diacríticos para indicar el valor fonético exacto de un buen número de sonidos.

### Cuadros históricos de 1916
El siguiente cuadro fue publicado por la American Anthropological Society (1916).
|                     | Oclusivas | Oclusivas | Oclusivas | Oclusivas     | Oclusivas | Espirantes | Espirantes                      | Espirantes | Africadas | Africadas | Africadas | Nasales | Nasales | Laterales | Laterales | Laterales | Africada lateral | Africada lateral | Africada lateral | Vibrante múltiple | Vibrante múltiple | Vibrante múltiple |
| Sorda               | Sonora    | Intermed. | Aspir.    | Glota- lizada | Sorda     | Sonora     | Glot.                           | Sorda      | Sonora    | Glot.     | Sorda     | Sonora  | Sorda   | Sonora    | Glot.     | Sorda     | Sonora           | Glot.            | Sorda            | Sonora            | Glot.             |                   |
| Bilabial (Lab.)     | pw        | bw        | ʙw        | pw‛           | p̓w , pw!  | ƕ          | w                               | ƕ!         | pƕ        | bw        | pƕ!       | ᴍw      | mw      |           |           |           |                  |                  |                  |                   |                   |                   |
| Bilabial (Lab.)     | p         | b         | ʙ         | p‛            | p̓ , p!    | φ          | β                               | φ!         | pφ        | bβ        | pφ!       | ᴍ       | m       |           |           |           |                  |                  |                  |                   |                   |                   |
| Dento- labial       |           |           |           |               |           | f          | v                               | f!         | pf        | bv        | pf!       |         |         |           |           |           |                  |                  |                  |                   |                   |                   |
| Inter- dental       |           |           |           |               |           | θ          | ϑ                               | θ!         | tθ        | dϑ        | tθ!       |         |         |           |           |           |                  |                  |                  |                   |                   |                   |
| Linguo- dental      | t̯         | d̯         | ᴅ̯         | t̯‛            | t̯̓ , t̯!    | s̯          | z̯                               | s̯!         | t̯s        | d̯z        | t̯s!       | ɴ̯       | n̯       | ƚ̯ , ʟ̯     | l̯         | ƚ̯!        | t̯ƚ               | d̯l               | t̯ƚ!              | ʀ̯                 | r̯                 | ʀ̯!                |
| Linguo- alveolar    | t         | d         | ᴅ         | t‛            | t̓ , t!    | s          | z                               | s!         | ts        | dz        | ts!       | ɴ       | n       | ƚ , ʟ     | l         | ƚ!        | tƚ               | dl               | tƚ!              | ʀ                 | r                 | ʀ!                |
| Cerebral            | ṭ         | ḍ         | ᴅ̣         | ṭ‛            | ṭ̓ , ṭ!    | ṣ          | ẓ                               | ṣ!         | ṭs        | ḍz        | ṭs!       | ɴ̣       | ṇ       | ƚ̣ , ʟ̣     | ḷ         | ƚ̣!        | ṭƚ               | ḍl               | ṭƚ!              | ʀ̣                 | ṛ                 | ʀ̣!                |
| Dorso- dental       | τ̯         | δ̯         | Δ̯         | τ̯‛            | τ̯̓ , τ̯!    | σ̯          | ζ̯                               | σ̯!         | τ̯σ        | δ̯ζ        | τ̯σ!       | ν̯       | ν̯       | Λ̯         | λ̯         | Λ̯!        | τ̯Λ               | δ̯Λ               | τ̯Λ!              |                   |                   |                   |
| Dorsal              | τ         | δ         | Δ         | τ‛            | τ̓ , τ!    | σ          | ζ                               | σ!         | τσ        | δζ        | τσ!       | ν       | ν       | Λ         | λ         | Λ!        | τΛ               | δΛ               | τΛ!              |                   |                   |                   |
| Dorso- palatal      | τ̣         | δ̣         | Δ̣         | τ̣‛            | τ̣̓ , τ̣!    | σ̣          | ζ̣                               | σ̣!         | τ̣σ        | δ̣ζ        | τ̣σ!       | ν̣       | ν̣       | Λ̣         | λ̣         | Λ̣!        | τ̣Λ               | δ̣Λ               | τ̣Λ!              |                   |                   |                   |
| Anterior c-sounds   | (τy)      | (δy)      | (Δy)      | (τy‛)         | (τ̓ , τy!) | cy         | jy                              | cy!        | tcy       | djy       | tcy!      | (νy)    | (νy)    | (Λy)      | (λy)      | (Λy!)     | (τΛy)            | (δΛy)            | (τΛy!)           |                   |                   |                   |
| Mid c-sounds        | (ty)      | (dy)      | (ᴅy)      | (ty‛)         | (t̓ , ty!) | c          | j                               | c!         | tc        | dj        | tc!       | (ɴy)    | (ny)    | (ƚy , ʟy) | (ly)      | (ƚy!)     | (tƚy)            | (dly)            | (tƚy!)           |                   |                   |                   |
| Posterior c-sounds  | (ṭy)      | (ḍy)      | (ᴅ̣y)      | (ṭy‛)         | (ṭ̓ , ṭy!) | c̣          | j̣                               | c̣!         | ṭc        | ḍj        | ṭc!       | (ɴ̣y)    | (ṇy)    | (ƚ̣y , ʟ̣y) | (ḷy)      | (ƚ̣y!)     | (ṭƚy)            | (ḍly)            | (ṭƚy!)           |                   |                   |                   |
| Anterior palatal    | k̯         | g̯         | ɢ̯         | k̯‛            | k̯̓ , k̯!    | x̯          | γ̯                               | x̯!         | k̯x        | g̯γ        | k̯x!       | Ŋ̯       | ŋ̯       |           |           |           | k̯ƚ               | g̯l               | k̯ƚ!              | Ρ̯                 | ρ̯                 | ρ̯!                |
| Mid- palatal        | k         | g         | ɢ         | k‛            | k̓ , k!    | x          | γ                               | x!         | kx        | gγ        | kx!       | Ŋ       | ŋ       |           |           |           | kƚ               | gl               | kƚ!              | Ρ                 | ρ                 | ρ!                |
| Back palatal, velar | ḳ (q)     | g̣         | ɢ̣         | ḳ‛            | ḳ̓ , ḳ!    | x̣          | γ̣                               | x̣!         | ḳx        | g̣γ        | ḳx!       | Ŋ̣       | ŋ̣       |           |           |           | ḳƚ               | g̣l               | ḳƚ!              | Ρ̣                 | ρ̣                 | ρ̣!                |
| Glotal              | ’         |           |           | ’‛            |           | ‛ , h      | a (cualquier vocal)             |            | ’‛        |           |           |         |         |           |           |           |                  |                  |                  | (a̓)               |                   |                   |
| Laringal            | ’̣         |           |           | ’̣‛            |           | ḥ          | (cualquier vocal laringalizada) |            | ’̣ḥ        |           |           |         |         |           |           |           |                  |                  |                  |                   |                   |                   |

Notas:
- sonante = sonora; intermed. = parcialmente sonora
- En la columna de oclusivas glotalizadas, el signo fonético que aparece a la izquierda (que es una consonante más una comilla encima) representa una oclusiva débilmente glotalizada (i.e. débilmente eyectiva). El signo a la derecha representa una consonante fuertemente glotalizada (i.e. que se articula con mucha tensión). Examplo: [k̓] = débilmente glotalizada; [k!] = fuertemente glotalizada.
- El término "laringal" se refiere a una faringal o a una epiglotal.